# Luciano Caruso
Luciano Caruso (Turijn) is een Italiaanse jazzsaxofonist (sopraansaxofoon) en componist.
Vanaf 1973 studeerde hij aan 'Toti Dal Monte' in Pieve di Soligo, later studeerde hij aan de muziekschool 'Dizzy Gillespie' in Bassano del Grappa.
Hij volgde verschillende workshops, van Renato Geremia (1977), Gary Burton (1984) en Steve Lacy (1994).
Caruso heeft gespeeld met onder meer Eddi Busnello, Nello Da Pont, Giovanni Maier, Gianluigi Trovesi, Carlo Actis Dato, Giorgio Pacorig, Daniele Cavallanti, Michele Rabbia, Massimo De Mattia, Daniele Dagaro, Achille Succi, Ermes Ghirardini, Lauro Rossi, Romano Todesco, en U.T.Gandhi.
In 1992 begon hij met drummer Nello Da Pont 'Progetto Exit', een school voor jazz and experimentele muziek in Vittorio Veneto.
Hij is de leider van "Banda comunale della Città di Vittorio Veneto" en lid van het 'Phophonix Orchestra'.
Hij heeft een paar albums op zijn naam staan, uitgebracht op Aut Records

## Discografie
- Trypterygion (met Luigi Vitale), 2011
- Bug Jargal (met Giorgio Pacorig en Nello Da Pont), 2014